# Ханифе Гаши
Ханифе Гаши (на немски: Hanife Gashi) е косовска писателка на произведения в жанра драма и автобиография.

## Биография и творчество
Ханифе Гаши е родена през 1968 г. в Косово, СФРЮ, в мюсюлманско семейство. Принудително с уговорен брак на 16 години е омъжена за мъж от съседно село, когото вижда ден преди това. През 1989 г. със съпруга си и първата си дъщеря Улерика бягат от Косово заради терора на режима на Слободан Милошевич и се преселват в Германия. Там семейството е привидно интегрирано към обществото, но майка и дъщеря търпят побоите на насилствения баща, и не смеят да се оплачат. В Германия Ханифе учи немски език против волята на съпруга си и завършва школа за нелицензирана медицинска сестра.
Когато Улерика е на 16 години през 2003 г., тя се влюбва в албанско момче без разрешението на баща си, което той не дава защото майката на момчето е босненка. Баща ѝ смята това за наранена семейна чест вследствие въздействието на западния начин на живот и убива дъщеря си.
Трагичната си житейска история тя описва в автобиографичната си книга „Mein Schmerz trägt Deinen Namen. Ein Ehrenmord in Deutschland“ (Моята болка носи вашето име. Убийство на честта в Германия). Чрез нея тя призовава жените да се борят с домашното насилие и убийствата на честта, и да спрат да приемат положението си.
Ханифе Гаши живее близо до Тюбинген.

## Произведения
- Mein Schmerz trägt Deinen Namen. Ein Ehrenmord in Deutschland (2005) – със Силвия Ризви